# Район (Германия)

Районы в современной Федеративной Республики Германия. Жёлтым цветом выделены города земельного подчинения, не входящие в состав районов (внерайонные города).

Район (нем. Kreis, в Северном Рейне-Вестфалии и Шлезвиг-Гольштейне) или земельный район (нем. Landkreis, во всех остальных землях)  — административно-территориальная единица базового уровня Федеративной Республики Германия (ФРГ). 

## Описание
Район является общественной корпорацией. Представительными органами власти районов являются районные собрание депутатов (парламенты) или крейстаг (Kreistag), избираемые населением, состоящие из депутатов крайстага (Kreistagsabgeordnete — в Нижней Саксонии, Бранденбурге, Гессене и Шлезвиг-Гольштейне), членов крайстага (Kreistagsmitglieder — в Мекленбурге-Передней Померании, Северном Рейне-Вестфалии, Рейнланд-Пфальце, Сааре и Тюрингии) или  районные собрание депутатов (крайсраты — Kreisrat) — в Баден-Вюртемберге, Баварии и Саксонии), непрофессиональных членов (Ehrenamtliche Mitglieder, в Саксонии-Анхальт). 
В Бранденбурге, Гессене, Нижней Саксонии и Саксонии-Анхальт крайстаг для ведения своих заседаний избирает из своего состава председателя крайстага (Vorsitzender des Kreistages), в Мекленбурге-Передней Померании и Шлезвиге-Гольштейне — президента крайстага (Kreistagspräsident). В остальных землях заседания крайстагов вели ландраты.
Исполнительными органами власти районов являются районные комитеты (Kreisausschuss), состоящие из ландрата (Landrat) и членов районного комитета. В Рейналанд-Пфальце также имеются районные правления (Kreisvorstand), состоящие из ландрата и ольдерменов (Beigeordneter). В Баден-Вюртемберг, Баварии, Бранденбурге, Нижней Саксонии, Рейнланд-Пфальце, Саксонии, Саксонии-Анхальт и Тюрингии ландрат также входит в крайстаг.

## История
По конституции, от 16 апреля 1871 года Германская империя образовывала союзное государство («вечный союз»), состоящее из 25 государств, из них было четыре  королевства (Пруссия, Бавария, Вюртемберг, Саксония), 6 великих герцогств (Баден, Мекленбург-Шверин, Гессен, Ольденбург, Саксонский Веймар, Мекленбург-Стрелиц), пять герцогств (Брауншвейг, Ангальт, Саксонский Мейнинген, Саксонский Кобург-Гота, Саксонский Альтенбург), 7 княжеств (Вальдек, Липпе, Шаумбург-Липпе, Шварцбург-Рудольштат, Шварцбург-Зондерсгаузен, Рейс-Шлейц, Рейс-Грейц), три вольных города (Гамбург, Любек и Бремен) и одной имперской области с императором во главе. Каждое государство имело свою систему административно-территориальных единиц.
В начале XIX века Фридрих фон Штайн попытался ввести модель самоуправления и в сельских регионах Германской империи. Его предложения были реализованы лишь в 1880-х годах, когда на округа были разделены прусские провинции Вестфалия (1886 год) и Рейнская провинция (1887 год).
К началу Первой мировой войны на территории Германской империи было около 1 000 округов. Их максимальный размер определялся таким образом, чтобы глава округа, добираясь в самый дальний город своего округа, от места своего жительства, в запряжённом лошадьми экипаже, мог в тот же день вернуться обратно, и при этом ему оставалось достаточно времени на выполнение своих должностных обязанностей.